# Thelma (film 2024)
Thelma è un film del 2024 scritto, diretto e montato da Josh Margolin.

## Trama
Thelma è una vedova di novantatré anni che vive sola. Gli acciacchi dell'età iniziano a farsi sentire e per questo suo nipote, il ventiquattrenne Daniel, molto apprensivo ed affettuoso nei suoi confronti, le insegna un po' a destreggiarsi con la tecnologia. 
Una mattina, però, Thelma cade vittima di una truffa telefonica e spedisce 10 mila dollari in contanti tramite posta all'indirizzo fornitole dal truffatore. 
La figlia di Thelma, Gail (nonché madre di Daniel), suo genero Alan e suo nipote Daniel appunto iniziano a dubitare sulla salute fisica e mentale dell'anziana che, origliando i loro discorsi, non accetta il fatto di essere diventata un "peso" per i suoi cari. Di conseguenza, spinta dall'orgoglio e dalla voglia di riscatto, Thelma ritrova l'indirizzo al quale aveva spedito il denaro e decide di andare a riprenderseli senza dire niente a nessuno. Ben presto si rende conto che le serve un mezzo per raggiungere l'indirizzo dal momento che è impossibilitata a guidare, quindi si reca in una casa di riposo dove soggiorna un suo vecchio amico, Ben, che la segue nell'avventura, seppur contrariato, con il proprio scooter elettrico a tre ruote.
I due fanno tappa immediatamente da un'altra loro vecchia conoscenza, Mona, alla quale riescono a rubarle una pistola. 
Nel frattempo, la famiglia di Thelma scopre che l'anziana è sparita assieme ad un amico della casa di riposo. Nonostante la denuncia fatta, Gail, Alan e Daniel seguono le sue tracce dopo aver visto che Thelma ha postato per sbaglio una foto su Facebook di una stazione di servizio in cui i due si sono fermati per caricare la batteria dello scooter che si era appena scaricata.
La famiglia giunge sul posto, ma con uno stratagemma Thelma riesce a raggirarli e a fuggire nuovamente con Ben. 
Dopo varie vicissitudini, tra cui la distruzione dello scooter elettrico di Ben, i due giungono all'indirizzo del truffatore, che altro non è che una vecchia boutique trasandata. Thelma entra e vi trova un anziano, Harvey, ed un giovanotto, Michael, intenti a lavorare al PC. Thelma racconta l'accaduto e con uno stratagemma riesce a tenere sotto tiro Harvey puntandogli la pistola contro; Michael spaventato scappa, ma viene steso da Ben che nel mentre è rimasto fuori a controllare la situazione. Harvey le spiega che l'unico modo per ridarle i soldi è tramite versamento bancario online, ma entrambi sono negati con tali operazioni. Thelma quindi chiama suo nipote, che nel mentre era disperato dalla sua scomparsa, e telefonicamente si fa aiutare passo passo nel trasferimento del denaro. Una volta fatto, Thelma spara al PC più volte assicurandosi che in futuro i due non facciano più truffe. 
Nel finale Thelma è tornata a casa, vive ancora da sola e uccide una blatta con un giornale, dimostrando che a novantatré anni è ancora lucida e reattiva.

## Promozione
Il primo teaser trailer del film è stato diffuso il 7 marzo 2024.

## Distribuzione
Il film è stato presentato in anteprima mondiale il 18 gennaio 2024 al Sundance Film Festival, prima di essere distribuito nelle sale statunitensi il 21 giugno successivo ed in quelle italiane il 19 settembre.

## Accoglienza

### Incassi
Il film ha incassato poco più di 13 milioni di dollari.

### Critica
L'aggregatore di recensioni Rotten Tomatoes riporta il 98% delle 206 recensioni positive,
Metacritic gli assegna un voto medio di 77/100 basato su 42 critiche.